# O Captain! My Captain!

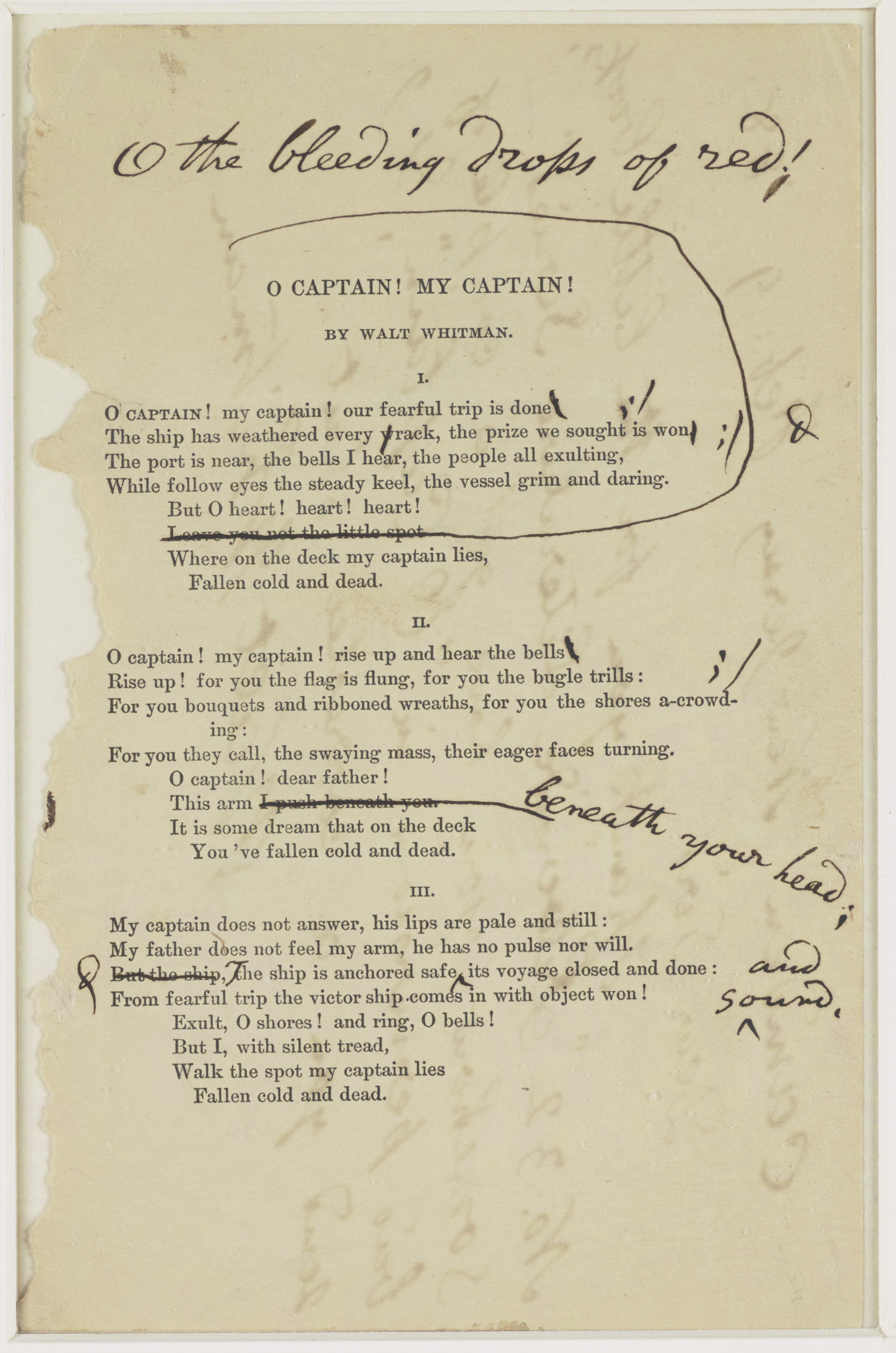
Whitmans anteckningar i samband med en omarbetning av "O Captain! My Captain!"

"O Captain! My Captain!" är en allegorisk dikt från diktsamlingen Leaves of Grass skriven 1865 av Walt Whitman. Den handlar om mordet på USA:s president Abraham Lincoln. 

## Analys
Walt Whitman skrev dikten efter att Lincoln mördats. Flera allegoriska referenser görs till denna händelse i versen. The ship (skeppet) är till exempel tänkt att representera USA, medan dess "fearful trip" (fasansfulla färd) påminner om svårigheterna under det amerikanska inbördeskriget. "Captain" är Lincoln själv.

## En modern version
Den israeliska poeten Naomi Shemer har översatt dikten till hebreiska och dedicerat den till den förre premiärministern Yitzhak Rabin efter mordet på honom. 

## Poemet
O Captain my Captain! our fearful trip is done;

The ship has weathered every rack, the prize we sought is won;
 
The port is near, the bells I hear, the people all exulting,
 
While follow eyes the steady keel, the vessel grim and daring:
 
But O heart! heart! heart! 
O the bleeding drops of red, 
Where on the deck my Captain lies, 
Fallen cold and dead.

O Captain! my Captain! rise up and hear the bells;
 
Rise up—for you the flag is flung—for you the bugle trills;
 
For you bouquets and ribboned wreaths—for you the shores a-crowding;
 
For you they call, the swaying mass, their eager faces turning; 
Here Captain! dear father! 
This arm beneath your head; 
It is some dream that on the deck, 
You’ve fallen cold and dead.

My Captain does not answer, his lips are pale and still;
 
My father does not feel my arm, he has no pulse nor will;
 
The ship is anchored safe and sound, its voyage closed and done;
 
From fearful trip, the victor ship, comes in with object won; 
Exult, O shores, and ring, O bells! 
But I, with mournful tread, 
Walk the deck my Captain lies, 
Fallen cold and dead.

## I populärkulturen
I filmen Döda poeters sällskap (1989) refereras flera gånger till dikten, särskilt då engelskläraren John Keating (Robin Williams) säger åt studenterna att de kan kalla honom för "O Captain! My Captain!", om de vågar. TV-spelet Mass Effect refererar också till dikten vid flera tillfällen. I TV-serien How I Met Your Mother citerar Barney Stinson den första raden i avsnittet "Robin 101" i den femte säsongen. Även i TV-serien Breaking Bad nämns Walt Whitman samt i Suits, avsnitt 2 säsong tre. 